# Nationaal Rugby Centrum Amsterdam
Nationaal Rugby Centrum Amsterdam – stadion w Amsterdamie służący przede wszystkim do rozgrywania meczów rugby union zarówno na poziomie krajowym, jak i międzynarodowym, część kompleksu Sportpark De Eendracht.
W związku z rozwojem rugby union w Holandii w latach osiemdziesiątych i dziewięćdziesiątych XX wieku nastała konieczność wybudowania nowego stadionu. Budowa zakończyła się w 1997 roku, a oficjalnego otwarcia dokonała ówczesna sekretarz stanu w ministerstwie sportu, Erica Terpstra. Na jego terenie znajdują się trzy boiska, a infrastrukturę dopełnia sześć szatni, kantyna i dwie sale konferencyjne.
Na stadionie rozgrywa spotkania reprezentacja Holandii, był on również areną żeńskiego Pucharu Świata 1998 oraz turniejów Amsterdam Women’s Sevens wchodzących w skład World Rugby Women’s Sevens Series.
Jest siedzibą Nederlandse Rugby Bond, a także domowym stadionem klubów ASRV Ascrum oraz AAC Rugby.